# État de mal épileptique
 (juin 2009).
Si vous disposez d'ouvrages ou d'articles de référence ou si vous connaissez des sites web de qualité traitant du thème abordé ici, merci de compléter l'article en donnant les références utiles à sa vérifiabilité et en les liant à la section « Notes et références ».
 Mise en garde médicale
L'état de mal épileptique est la complication médicale la plus redoutée de l'épilepsie, elle engage le pronostic vital et fonctionnel (risque de séquelles neurologiques définitives). Elle est définie par une crise épileptique de durée anormalement longue ou par la survenue de crises très rapprochées.

## Définition
L'état de mal épileptique est défini par une crise épileptique de durée anormalement longue (plus de 5 minutes pour un état de mal convulsif) ou par la survenue de crises si rapprochées que le malade n'a pas le temps de retrouver ses esprits entre deux crises[réf. nécessaire].

## Causes
L'état de mal épileptique doit faire rechercher une cause déclenchante : arrêt du traitement, sevrage alcoolique, prise de substances toxiques (ivresse alcoolique en particulier), prise de médicaments contre-indiqués, infection, etc.

## Évolution
Dans le cas d'un état de mal par crises convulsives tonicocloniques, la durée de la crise fait craindre :
- insuffisance respiratoire par encombrement bronchique et bradypnée (ralentissement respiratoire) ;
- troubles circulatoires ;
- séquelles neurologiques et intellectuelles définitives ;
- troubles hydro-électrolytiques (déshydratation, acidose lactique) ;
- œdème cérébral.

L'état de mal peut aussi se produire dans le cadre du petit mal : on retrouve alors un état confusionnel prolongé, associé à des manifestations cloniques du visage très évocatrices. En cas d'état de mal par épilepsie partielle, le diagnostic peut être difficile en raison de la ressemblance des symptômes avec ceux d'un accident vasculaire cérébral. L'électro-encéphalogramme permet de faire la différence.
Dans les cas extrêmes, la crise peut conduire à la mort du patient, par anoxie cérébrale.

## Prise en charge
La prise en charge des états de mal épileptique peuvent impliquer l'utilisation de médicaments hypnotiques (benzodiazépines ou barbituriques) et de la ventilation mécanique,.
Si l'état de mal est pris en charge dans les 30 premières minutes, il faut d'abord vérifier la liberté des voies aériennes supérieures, amorcer une oxygénothérapie et surveiller les constantes.
La deuxième étape consiste en l'administration de benzodiazépines par voie intraveineuse lente (clonazépam en règle générale), puis d'attendre que celle-ci fasse effet.
Si aucune amélioration n'est constatée à 5 minutes de cette prise, il convient de la réitérer cette fois-ci au pousse-seringue puis d'attendre à nouveau 5 minutes.
En l'absence d'amélioration, il est conseillé d'administrer un antiépileptique type lévétiracétam ou  valproate.
S'il n'y a toujours pas d'amélioration à 30 minutes du début de la crise, le dernier recours est l'intubation orotrachéale du patient associée à une sédation au propofol ou thiopental.
Cet état correspond à l'état de mal épileptique dit réfractaire, qui est une urgence vitale.
En cas d'intervention au-delà de 30 minutes après le début de la crise, le traitement sera similaire, à base de benzodiazépine et antiépileptique en intraveineuse.